# 6855 Армелліні
6855 Армелліні (1989 BG, 1987 RA5, 1987 SL26, 6855 Armellini) — астероїд головного поясу, відкритий 29 січня 1989 року.
Тіссеранів параметр щодо Юпітера — 3,586.